# Idioma portugués
El portugués (portuguêsⓘ) es una lengua romance flexiva, perteneciente a la familia de lenguas indoeuropeas y procedente del galaicoportugués. Tras la independencia de Portugal del Reino de Galicia y del Reino de León en 1139 y la posterior Reconquista hacia el sur, el galaicoportugués se fue expandiendo por los límites del actual Portugal. Asimismo, la lengua se fue difundiendo en el periodo de los descubrimientos por Brasil, seis países en África y otras partes del mundo.
Con aproximadamente 230 millones de hablantes nativos y entre 25 y 30 millones de hablantes de segunda lengua, el portugués suele figurar como la sexta lengua nativa más hablada del mundo (y la octava en total), la tercera lengua europea más hablada en términos de hablantes nativos y la segunda lengua romance más hablada a nivel nativo (tercera en total de hablantes). Siendo el idioma más hablado en Sudamérica y todo el Hemisferio Sur, también es el segundo idioma más hablado, después del español, en América Latina, uno de los 10 idiomas más hablados en África, y lengua oficial de la Unión Europea, Mercosur, la Organización de Estados Americanos, la Comunidad Económica de Estados de África Occidental, la Unión Africana y la Comunidad de Países de Lengua Portuguesa, una organización internacional formada por todas las naciones oficialmente lusófonas del mundo. En 1997, un estudio académico exhaustivo clasificó al portugués como uno de los 10 idiomas más influyentes del mundo.
Actualmente, es la lengua principal de Portugal, Brasil, Angola, Guinea-Bissau, Mozambique, Cabo Verde, Santo Tomé y Príncipe y Timor Oriental; todos estos países conforman la Comunidad de países de lengua portuguesa. Asimismo posee una pequeña cantidad de hablantes en Macao (aunque se detecta un importante repunte en su uso por las relaciones comerciales entre China y los países lusófonos) y en Goa; también se habla en su forma criollizada, en algunos sectores de la India, Sri Lanka, Malasia e Indonesia. Se habla también por colonias grandes e importantes de países de habla portuguesa establecidas como Andorra, Luxemburgo, Canadá, Estados Unidos, Namibia, Paraguay, Uruguay, Francia, Japón, Colombia, y Venezuela. Además de tener un alto número de hablantes en localidades de la frontera hispano-portuguesa como es el caso de Badajoz o de La Codosera.[cita requerida]
El portugués es conocido como la «lengua de Camões», el autor del poema épico Os Lusíadas y como «la última flor del Lacio», expresión usada en el soneto Língua portuguesa del escritor brasileño Olavo Bilac. Por su parte, Miguel de Cervantes consideraba al portugués una lengua «dulce y agradable». En marzo de 2006 abrió sus puertas el Museo de la Lengua Portuguesa en São Paulo, la ciudad con mayor número de lusófonos del mundo.
El portugués es oficial en cuatro continentes: Europa, América, África y Asia.

## Historia
El portugués se desarrolla al oeste de la península ibérica debido a la evolución del latín que hablaban los soldados romanos y colonos a inicios del siglo III a. C. Sin embargo, ese latín, que se impuso sobre las lenguas celtas que ya se hablaban en la zona, también recibió influencias de estas. Con la caída del Imperio romano, llegaron a la zona los visigodos y la lengua se enriqueció con léxico germánico, sobre todo en el campo de la agricultura, el comercio y la ciencia. En 711, los árabes entran en la península ibérica y la conquistan casi al completo. No obstante, a partir del siglo VIII empezaron a retroceder y al norte se fueron formando reinos y condados. Ya en el siglo IX aparece el Condado Portucalense, que se convertiría posteriormente en Portugal.
En 1143, Portugal se independizó, aunque en aquel momento no había gran diferencia entre la lengua que se hablaba allí y la que se hablaba en el Reino de Galicia. Posteriormente, el castellano se empezó a asentar en Galicia y el gallego y el portugués se fueron diferenciando. En el siglo XIII, el rey Dionisio proclamó el portugués como lengua oficial. Posteriormente, la lengua se extendió por el mundo en los siglos XV y XVI cuando Portugal estableció un imperio colonial y comercial que abarcaba Brasil en América; Goa en la India, Macao en China en Asia, Timor Oriental en Oceanía y Angola, Mozambique, Guinea-Bissáu, Santo Tome y Príncipe y Cabo Verde en África. Asimismo, se utilizó como lengua franca exclusiva en partes de la isla de Ceilán durante casi 350 años. Durante este periodo, surgieron muchas lenguas criollas basadas en el portugués por todo el mundo, especialmente en África y Asia.

## Distribución geográfica

Idioma portugués en el mundo.
Lengua materna
Lengua oficial y administrativa
Minorías hablantes de portugués

El portugués es la lengua principal de Portugal, Brasil, Santo Tomé y Príncipe (95 %), Cabo Verde (95 %) y Angola (75 %). [cita requerida] Por otro lado, lo hablan el 50 % de los habitantes de Mozambique, solo el 36 % de la población de Timor Oriental, el 33 % de la de Guinea-Bisáu y el 3,14 % de la de Macao. [cita requerida]
Hay también significativas comunidades de inmigrantes lusófonos en muchos países como Andorra (más del 17 % de la población total del país), Bermuda, Canadá (565 275 personas según el censo de 2006), Francia (13,1 % de los extranjeros), Luxemburgo (22 %), Namibia (4-5 %), Paraguay (636 000 personas), Sudáfrica (algo más de 500 000), Suiza (4,9 % lo habla en casa, 1,5 % en fase de aprendimiento), Venezuela (185.000) y en los Estados Unidos (0,44 % de la población o 1 687 126 lusófonos). Asimismo, el 5,20 % de los españoles dice poder hablarlo (donde podemos incluir a la variante del portugués de Olivenza). En América destacan Argentina (8,3 %) y Uruguay (29,7 %).
En algunas partes de la antigua India portuguesa, concretamente en Goa y Daman y Diu, el idioma todavía lo hablan unas 10.000 personas. En 2014, se estima que 1.500 estudiantes aprendían portugués en Goa. Aproximadamente el 2% de la población de Macao, China, habla portugués con fluidez. Además, el idioma se estudia muy activamente en el sistema escolar chino hasta el nivel de doctorado. El pueblo Kristang en Malasia habla Kristang, un criollo portugués-malayo; sin embargo, el idioma portugués en sí no se habla mucho en el país.

### Idioma oficial

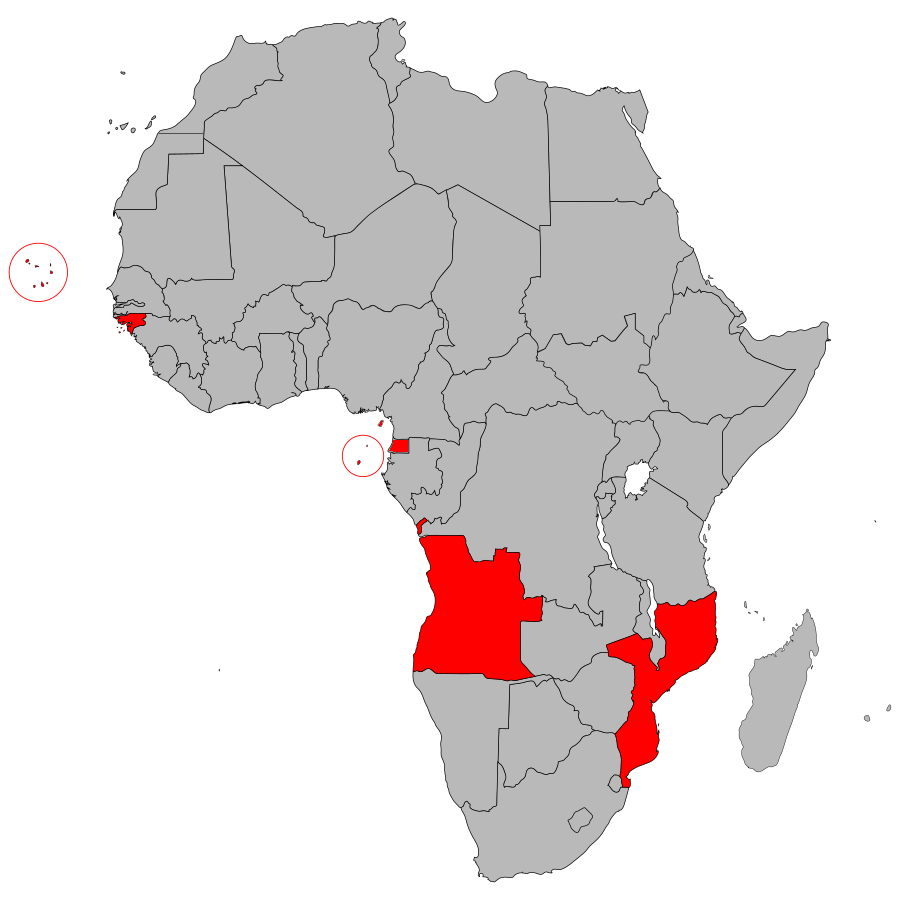
Los Países Africanos de Lengua Oficial Portuguesa resaltado en rojo.

El portugués es la lengua oficial de Angola, Brasil, Portugal, Santo Tomé y Príncipe, Mozambique Cabo Verde, Guinea-Bissau, y Timor Oriental. Es, asimismo, una de las lenguas oficiales de Guinea Ecuatorial (junto al español y al francés) y de Macao (junto al chino).
La Comunidad de Países de Lengua Portuguesa (CPLP) es una organización internacional constituida por los ocho países independientes que tienen el portugués como lengua oficial. Del mismo modo, la Unión Latina es otra organización internacional constituida por los países de lenguas románicas como el portugués. Por otra parte, el portugués es también una lengua oficial de la Unión Europea, la Organización de Estados Iberoamericanos, la Organización de Estados Americanos, el Mercosur, la Unión de Naciones Sudamericanas y una de las lenguas oficiales y de trabajo de la Unión Africana.
Los países que tienen como lengua oficial el portugués tienen una particularidad: no hacen frontera con otro país de la misma lengua. Eso no ocurre con los países anglófonos, francófonos, hispanófonos, arabófonos o germanófonos. Los territorios colonizados por Portugal no fueron subdivididos después de la colonización en diversos países, como ocurrió con los virreinatos y capitanías generales de España en América, o con las colonias francesas y británicas en África.

Banderas de los principales países de lengua portuguesa.

| Distribución de lusófonos en el mundo | Distribución de lusófonos en el mundo | Distribución de lusófonos en el mundo | Distribución de lusófonos en el mundo | Distribución de lusófonos en el mundo |
| ------------------------------------- | ------------------------------------- | ------------------------------------- | ------------------------------------- | ------------------------------------- |
| País                                  | País                                  |                                       | Porcentaje                            | Porcentaje                            |
| Brasil                                | Brasil                                |                                       | 76 %                                  | 76 %                                  |
| Otros                                 | Otros                                 |                                       | 24 %                                  | 24 %                                  |

| País                   | Población     | Población hablante de portugués |
| ---------------------- | ------------- | ------------------------------- |
| Brasil                 | 214 500 000   | 213 856 500                     |
| Angola                 | 33 090 000    | 23 543 500                      |
| Mozambique             | 31 616 100    | 15 934 500                      |
| Portugal               | 10 344 802    | 10 344 802                      |
| España                 | 47 385 107    | 2 464 030                       |
| Colombia               | 50 883 000    | 1 755 460                       |
| Francia                | 67 813 396    | 1 634 300                       |
| Guinea-Bisáu           | 2 026 778     | 1 460 253                       |
| Uruguay                | 3 555 915     | 1 056 110                       |
| Reino Unido            | 67 081 000    | 912 302                         |
| Argentina              | 42 192 500    | 802 341[cita requerida]         |
| Estados Unidos         | 308 745 538   | 850 000                         |
| Sudáfrica              | 52 981 991    | 600 000                         |
| Paraguay               | 6 672 633     | 600 000[cita requerida]         |
| Cabo Verde             | 565 000       | 496 000                         |
| Timor Oriental         | 1 365 000     | 490 000                         |
| Japón                  | 127 214 499   | 467 150[cita requerida]         |
| Suiza                  | 8 667 100     | 424 700                         |
| Alemania               | 83 155 031    | 375 000                         |
| Canadá                 | 34 800        | 326 710                         |
| India                  | 1 241 492 000 | 300 000                         |
| Namibia                | 2 030 692     | 280 000[cita requerida]         |
| Santo Tomé y Príncipe  | 225 000       | 221 400                         |
| Venezuela              | 31 648 930    | 185.000                         |
| Luxemburgo             | 634 000       | 139 480                         |
| Bélgica                | 11 521 238    | 115 212                         |
| Surinam                | 543 000       | 110 000[cita requerida]         |
| Guyana                 | 784 894       | 110 000[cita requerida]         |
| Países Bajos           | 17 712 800    | 106 277                         |
| China                  | 1 343 239 923 | 103 344[cita requerida]         |
| Irlanda                | 5 011 500     | 60 000                          |
| Senegal                | 17 589 000    | 48 000                          |
| Antillas Neerlandesas  | 225 369       | 44 000[cita requerida]          |
| Polonia                | 38 179 800    | 38 180                          |
| Austria                | 8 933 346     | 26 100                          |
| Guinea Ecuatorial      | 1 772 275     | 21 000[cita requerida]          |
| Rumania                | 19 186 201    | 19 200                          |
| Israel                 | 9 474 000     | 17 800                          |
| Dinamarca              | 5 873 420     | 17 033                          |
| México                 | 126 014 024   | 15 234[cita requerida]          |
| Andorra                | 79 535        | 13 601                          |
| Bermudas               | 63 908        | 10 000[cita requerida]          |
| Jersey                 | 103 267       | 9000                            |
| Emiratos Árabes Unidos | 9 282 410     | 8200                            |
| Eslovaquia             | 5 459 781     | 5460                            |
| Guernsey               | 62 792        | 2000                            |
| Liechtenstein          | 38 557        | 800                             |
| Mónaco                 | 38 964        | 525                             |
| Total                  |               | 281 453 626 [cita requerida]    |

Nota

### Portugués como idioma extranjero
A partir de 2008, el portugués se dicta de forma obligatoria en las escuelas de Uruguay y a partir de 2009 en Argentina y también puede encontrarse en los currículos escolares de Zambia, Congo, Senegal, Namibia, Suazilandia, Costa de Marfil y Sudáfrica. En el caso español, la Junta de Extremadura ha promovido el portugués como lengua optativa (segunda lengua extranjera, tras el inglés) y es de destacar el caso de la ciudad de Badajoz, donde se llega a celebrar el 10 de junio, día de Portugal. Además, la Junta de Andalucía ha puesto en marcha el programa José Saramago para implantar el portugués como segunda lengua extranjera en los institutos de Andalucía.
Asimismo hay 300 000 personas que estudian el portugués como lengua extranjera (de los cuales 80 000 lo hacen en las instalaciones del Instituto Camões, de acuerdo con sus propios datos). El portugués ha sido considerado un idioma «vital» dentro de 20 años en el Reino Unido según se desprende de un estudio del British Council y actualmente es la quinta lengua más usada en Internet. Por otro lado, en China, hay 28 instituciones de enseñanza superior que enseñan el idioma (la gran mayoría ubicadas en la antigua colonia portuguesa de Macao, en donde el uso del portugués está en auge por las relaciones comerciales entre China y los países lusófonos), con 1350 estudiantes. La misma situación está ocurriendo en Japón donde hay una comunidad de 500 000 brasileños japoneses.

### Dialectología y variantes
Del mismo modo que otros idiomas, el portugués ha ido evolucionando a través de la historia y ha recibido la influencia de diversos idiomas y dialectos hasta llegar al estado actual. Sin embargo, se debe considerar que el portugués de hoy comprende varios dialectos, subdialectos, hablas y subhablas, muy distintos entre sí, además de las dos variedades reconocidas internacionalmente (el brasileño y el europeo). El portugués se caracteriza en comparación a otras lenguas pluricéntricas por haber tenido dos ortografías oficiales. Está situación se resolvió mediante el Acuerdo Ortográfico de 1990.
El portugués tiene una gran variedad de dialectos, muchos de ellos con una marcada diferencia léxica en relación con la variedad tanto brasileña como portuguesa. No obstante, estas diferencias no perjudican a la inteligibilidad entre los hablantes de los diferentes dialectos.
Los primeros estudios sobre los dialectos del portugués europeo fueron registrados por Leite de Vasconcelos a principios del siglo siglo XX. Así, en los dialectos del sur de Portugal (los llamados «meridionales») presentan similitudes con el habla brasileña, especialmente en el uso del gerundio. En Europa, el dialecto de Trás-os-Montes llamado mirandés, presenta semejanzas con el asturiano y el del Alto Miño con el gallego. Un dialecto casi desaparecido es el portugués oliventino que se habla en Olivenza y en Táliga.
Tras la independencia de las antiguas colonias africanas, el portugués de Portugal fue elegido lengua oficial. Es de reseñar también que en la lengua portuguesa europea hay una variedad más prestigiosa que dio origen a esta: la variedad de Lisboa. En Brasil, la mayor cantidad de hablantes se encuentra en la región sudeste del país, ya que fue destino de intensas migraciones internas gracias a su poder económico. Los dialectos europeos y americanos del portugués presentan ciertos problemas de inteligibilidad entre ellos debido, sobre todo, a diferencias culturales, fonéticas y léxicas.
Algunas comunidades cristianas lusófonas en la India, Sri Lanka, Malasia e Indonesia preservan este idioma a pesar de estar aisladas de Portugal. La lengua sufrió muchas alteraciones en estas comunidades y en muchas nacieron dialectos criollos de base portuguesa, algunos de los cuales aún existen tras siglos de aislamiento. También se puede observar una variedad de palabras de origen portugués en el tetum. Asimismo, entraron palabras portuguesas en los léxicos de otras lenguas como el japonés, el suajili, el indonesio y el malayo.

Dialectos del portugués brasileño.
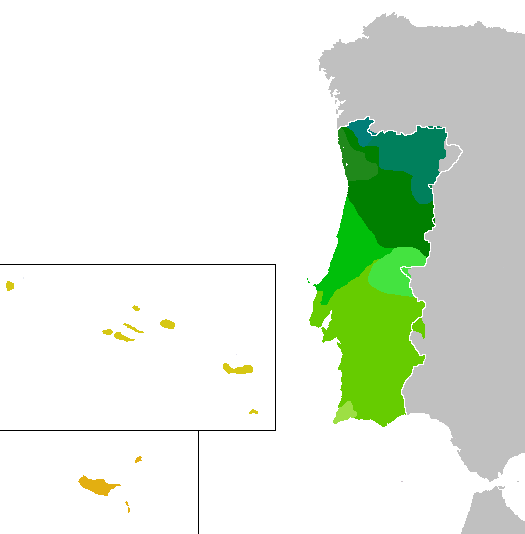
Dialectos del portugués europeo.

## Descripción lingüística

### Clasificación e idiomas relacionados
El portugués moderno procede del idioma galaicoportugués. La primera gramática portuguesa (Grammatica de Lingoagem portuguesa), obra del presbítero y profesor de retórica de Coímbra Fernando de Oliveira, se publicó en Lisboa en 1536 (44 años después que la Gramática castellana de Antonio de Nebrija, la cual es la primera en ser publicada de todas las gramáticas romances).
El portugués medieval tuvo su máxima importancia en la península desde finales del siglo XII hasta mediados del siglo XIV. Hacia el 1400 el galaicoportugués fue, según algunos autores, perdiendo su unidad fruto de la división de su territorio entre dos Estados distintos (el reino de Portugal y la parte gallega de la Corona Leonesa) y del hecho de ser una lengua de segundo nivel (debido a la oficialidad/obligatoriedad del español para escritos oficiales y otros menesteres) dentro de la propia Galicia (con lo que la versión gallega del idioma se fue viendo influenciada por el español). Así algunos autores defienden que se separó en dos versiones diferentes: el gallego y el portugués. Sin embargo, la separación idiomática de las dos variedades lingüísticas es discutida en la actualidad por las diferentes escuelas filológicas o grupos de opinión con respecto a ese tema. Fundamentalmente filólogos gallegos y nacionalistas gallegos demandan la unidad de ambas lenguas (lengua portuguesa y gallega).
Clasificación: Indoeuropeo > Itálico > Grupo Romance > Romance > Lenguas romances ítalo-occidentales > Grupo Ítalo-Occidental - Subgrupo Occidental > Grupo Galo-Ibérico > Grupo Ibero-Romance > Grupo Ibero-Occidental > Subgrupo Galaico-Portugués.

#### Influencia en otros idiomas
El portugués ha influido en otros idiomas, tanto aquellos muy cercanos lingüísticamente y como aquellos que han sido colonizados. Así, se hablaba portugués, puro o criollo por toda India, Malasia, Tailandia, China, etc. por los portugueses y sus descendientes así como los hindúes, musulmanes, judíos y otros europeos. Se convirtió durante largo tiempo en la lengua franca de Oriente.
Así, se contabilizan 38 palabras de origen portugués en inglés, sobre todo en el «inglés colonial» como marmalade (mermelada de cítricos), flamingo (flamenco), buffalo o pagoda. En el caso del español, además del portuñol, se ven influencia en las zonas fronterizas de Brasil tanto a nivel fonético (la leve palatalización de la dental sorda /t/), la elisión de la preposición «a» en la construcción «ir + a + infinitivo» (o viceversa en el caso del portugués) a nivel gramatical o léxico.

### Fonología

#### Características fonológicas generales
El portugués posee 9 vocales orales, y 19 fonemas consonánticos, aunque algunas variedades tienen menos fonemas (el portugués brasileño posee 8 vocales orales). Además hay 5 vocales que algunos fonólogos analizan como alófonos de vocales orales, 10 diptongos orales y 5 diptongos nasales. En total, el portugués brasileño posee 13 fonemas vocálicos. Además, el portugués es una lengua de acentuación compleja, ya que existen distintas pronunciaciones incluso dentro de las variantes del mismo idioma.

#### Vocales

Representación de los monoptongos del portugués de São Paulo,Barbosa, Albano & 2004px

A las siete vocales del latín tardío, el portugués medieval agregó dos vocales mediocentrales, una de las cuales ([ɨ]) tiende a la elisión en el habla rápida o relajada, como sucede con el e caduc (/ɯ̽/) del francés. El valor contrastivo de estas dos vocales es pequeño, las vocales mediocerradas /e o/ y las vocales semiabiertas /ɛ ɔ/ son fonéticamente distintivas y alternan en varias formas de apofonía. Al igual que el catalán, el portugués usa calidades vocálicas que contrastan en sílabas tónicas, pero que se neutralizan en sílabas átonas: las vocales aisladas tienden a cerrarse y en algunos casos a centralizarse, cuando son átonas. Los diptongos nasales aparecen sobre todo a final de palabra.

#### Consonantes
El inventario consonántico está formado por:
|           | Labial | Labial | Labio- dental | Labio- dental | Dental/ Alveolar | Dental/ Alveolar | Posalveolar | Posalveolar | Palatal | Palatal | Velar | Velar | Uvular | Uvular |
| --------- | ------ | ------ | ------------- | ------------- | ---------------- | ---------------- | ----------- | ----------- | ------- | ------- | ----- | ----- | ------ | ------ |
| Nasal     | m      | m      |               |               | n                | n                |             |             | ɲ       | ɲ       |       |       |        |        |
| Oclusiva  | p      | b      |               |               | t                | d                |             |             |         |         | k     | ɡ     |        |        |
| Fricativa |        |        | f             | v             | s                | z                | ʃ           | ʒ           |         |         | ʁ     | ʁ     | ʁ      | ʁ      |
| Lateral   |        |        |               |               | l                | l                |             |             | ʎ       | ʎ       |       |       |        |        |
| Vibrante  |        |        |               |               | ɾ                | ɾ                |             |             |         |         |       |       |        |        |
Este inventario es notoriamente conservador respecto al latín tardío. Las africadas medievales /ts/, /dz/, /tʃ/, /dʒ/ se fusionaron con las fricativas /s/, /z/, /ʃ/, /ʒ/, respectivamente, pero no se confundieron entre ellas. Aparte de ese no ha habido otros cambios significativos (hecho que contrasta notablemente por ejemplo con el Reajuste de las sibilantes del español).
En algunos lugares de Brasil y Angola, la consonante palatal nasal /ɲ/ se realiza como una aproximante palatal nazalizada [j̃], que a su vez nasaliza la vocal que la precede: ninho ([ˈnĩj̃ʊ ~ ˈnʲĩj̃ʊ ~ ˈɲĩj̃ʊ] en Brasil, [ˈnĩj̃u] en Angola) 'nido'.
Fonemas róticos
Al igual que en español, el portugués presenta dos fonemas róticos que contrastan entre ellos en posición intervocálica, de otra manera, se encuentran en distribución alofónica.
La r simple entre vocales se pronuncia igual que en español: agora (ahora) /a.ˈɡɔ.ɾɐ/. Cuando antecede a otra consonante o está al final de la palabra, puede tener el mismo sonido que en español, esto es común en Portugal y el sur de Brasil; en el norte de Brasil puede tener una pronunciación más gutural [ʁ~ʀ], como en francés o alemán: carta /'kaɾ.ta/ ~ /'kaʁ.ta/, morder /muɾ'deɾ/ ~ /muʁ.'deʁ/.
Al principio de la palabra, la 'r' se pronuncia normalmente [ʁ]: rio /ʁi.u/, una r doble (rr) en medio de una palabra suele pronunciarse igual que una 'r' al principio de una palabra, carro /'ka.ʁu/.
En todo Brasil, la eliminación del fonema rótico al final de la palabra es común, independientemente de la pronunciación "normal" del alófono final de la sílaba. Esta pronunciación es particularmente común en los registros inferiores, aunque se encuentra en la mayoría de los registros en algunas áreas, por ejemplo, el noreste de Brasil y en el sociolecto más formal y estándar. Ocurre especialmente en los verbos, que siempre terminan en 'r' en su forma infinitiva; en otras palabras que no sean verbos, la eliminación es más rara.

#### Ortografía
La siguiente tabla de sonidos relaciona los fonemas del portugués hablado en Portugal, Brasil y África con las convenciones ortográficas
| Letra(s)           | Portugués          | Traducción al español                                                 | AFI             | Letra(s)                   | Portugués                        | Traducción al español | AFI        |
| ------------------ | ------------------ | --------------------------------------------------------------------- | --------------- | -------------------------- | -------------------------------- | --------------------- | ---------- |
| a                  | casa               | casa                                                                  | a               | lh                         | alho                             | ajo                   | ʎ          |
| a, â               | amo                | amo                                                                   | ɐ               | m-                         | mapa                             | mapa                  | m          |
| á                  | alto, árvore       | alto, árbol                                                           | ɑ               | n-                         | número                           | número                | n          |
| am, an, ã          | campo, canto       | campo, esquina                                                        | ã               | nh                         | ninho                            | nido                  | ɲ          |
| b                  | bola               | pelota                                                                | b               | o                          | santo, logo                      | santo, pronto         | u          |
| ca, co, cu         | casa               | casa                                                                  | k               | õ, om, on                  | limões, montanha                 | limones, montaña      | õ          |
| ça, ce, ci, ço, çu | cedo, maçã         | temprano, manzana                                                     | s               | ó                          | morte, moda, nó                  | muerte, moda, nudo    | ɔ          |
| ch                 | cheque             | cheque                                                                | ʃ               | ô                          | ovo, olho, avô                   | huevo, ojo, abuelo    | o          |
| d                  | dedo               | dedo                                                                  | d               | p                          | parte                            | parte                 | p          |
| e                  | leite, vale        | leche, valle                                                          | ɨ[† 2] o i[† 3] | qua, quo                   | quanto, quotidiano (o cotidiano) | cuanto, cotidiano     | kʷ         |
| é                  | resto, festa, café | resto, fiesta, café                                                   | ɛ               | que qui                    | aquele, aqui                     | aquel, aquí           | k          |
| ê                  | medo, letra, você  | miedo, letra, Usted (En Brasil se puede sustituir el «tu» por «você») | e               | -r                         | mar, Marte                       | mar, Marte            | ɾ          |
| em, en             | lembrar, então     | recordar, entonces                                                    | ẽ               | r                          | coro, caro                       | coro, caro            | ɾ          |
| f                  | ferro              | hierro                                                                | f               | rr                         | rosa, carro                      | rosa, coche           | ʁ          |
| ga, go             | gato               | gato                                                                  | g               | s, ss                      | sapo, assado                     | sapo, asado           | s          |
| ge, gi             | gelo               | hielo                                                                 | ʒ               | -s                         | galinhas, arcos                  | gallinas, arcos       | ʒ o ʃ[† 4] |
| gua                | água               | agua                                                                  | gʷ              | s intervocálica            | raso, meus amigos                | ras, mis amigos       | z          |
| gue, gui           | português, guia    | portugués, guía                                                       | g               | t                          | tosta                            | tostada               | t          |
| h                  | harpa              | arpa                                                                  | no se pronuncia | u                          | uvas                             | uvas                  | u          |
| i                  | idiota             | idiota                                                                | i               | diptongos con 'o' o 'u'    | ao, mau                          | a (hacia), malo       | w          |
| diptongos con 'i'  | nacional, ideia    | nacional, idea                                                        | j               | un, um                     | um, untar                        | uno, untar            | ũ          |
| im, in             | limbo, brincar     | limbo, jugar                                                          | ĩ               | v                          | vento, velocidade                | viento, velocidad     | v          |
| j                  | jogo               | juego                                                                 | ʒ               | x                          | caixa, Xadrez                    | caja, ajedrez         | ʃ          |
| l                  | logo               | pronto o luego                                                        | l o ɫ           | x                          | próximo                          | próximo               | s          |
| -l                 | Portugal, Brasil   | Portugal, Brasil                                                      | ɫ[† 2] o w[† 3] | z, exa, exe, exi, exo, exu | exame, natureza                  | examen, naturaleza    | z          |

##### Reformas ortográficas

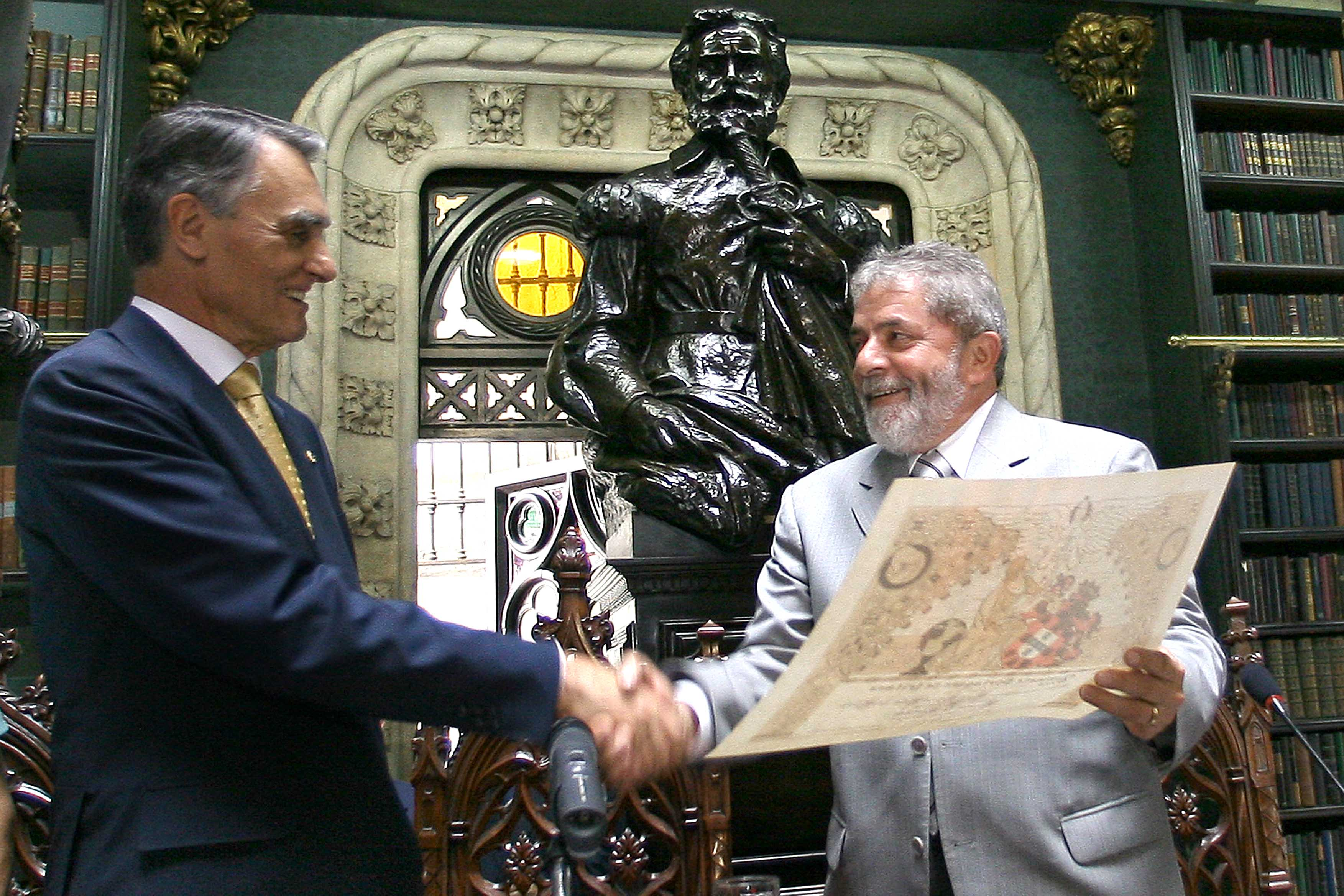
El expresidente de Portugal Cavaco Silva y el presidente de Brasil Lula en el Real Gabinete Portugués de Lectura, de Río de Janeiro en 2008.

Durante muchos años, Portugal (hasta 1975, colonias incluidas) y Brasil tomaron decisiones unilaterales y no consiguieron un acuerdo común en lo referente a la lengua.
Han existido cinco acuerdos ortográficos: el de 1911, el de 1943, el de 1945, el de 1971 y, por último, el de 1990. Los más importantes son el de 1943, que solo estuvo en vigor en Brasil entre el 12 de agosto de 1943 y el 31 de diciembre de 2008 (con algunas alteraciones introducidas por la reforma de 1971); y el de 1945, en vigor en Portugal (y las entonces colonias) entre el 8 de diciembre de 1945 y la entrada en vigor del acuerdo ortográfico de 1990.

##### Acuerdo Ortográfico de 1990
El Acuerdo ortográfico de la lengua portuguesa de 1990 nació con la intención de crear una ortografía única consensuada con todos los países de lengua oficial portuguesa y donde también estuvo presente una delegación no oficial de observadores de Galicia. Los signatarios que ratificaron el acuerdo original fueron Portugal (1991), Brasil (1995), Cabo Verde (1998) y Santo Tomé y Príncipe (2006).
En Santo Tomé y Príncipe en julio de 2004, fue aprobado el Segundo Protocolo Modificativo durante la Cumbre de Jefes de Estado y de Gobierno de la CPLP. Este segundo protocolo permitía que el acuerdo entrara en vigor con la ratificación de solo tres países, sin la necesidad de esperar que los demás miembros de la CPLP adoptaran este procedimiento. Asimismo, contemplaba también la adhesión de Timor Oriental, que no era independiente en 1990. Por ello, cuando este protocolo fue ratificado por Brasil (2004), Cabo Verde (2005) y Santo Tomé y Príncipe (2006), el nuevo acuerdo ortográfico entró en vigor en el orden jurídico internacional y los ordenamientos jurídicos de los tres Estados antes mencionados desde el 1 de enero de 2007.
Después de mucho debate, el 16 de mayo de 2008, el parlamento portugués aprobó este protocolo y estableció un plazo de hasta seis años para que la reforma ortográfica se implante totalmente. Sin embargo, no existe una fecha oficial para que entre en vigor, por lo que se rige por la norma de 1945. No obstante, ya se utiliza en el sistema educativo (desde 2011/2012) y en los documentos oficiales desde 2012.
En Brasil, entró en funcionamiento en enero de 2009, cuando el presidente Luiz Inácio Lula da Silva firmó la legislación sobre el acuerdo en el segundo semestre de 2009. Sin embargo, las dos ortografías iban a estar vigentes hasta 2012, aunque un decreto de la expresidenta Dilma Rousseff amplió el plazo hasta 2015.

#### Otras representaciones
- Braille portugués.

a
b
c
d
e
f
g
h
i
j
k
l
m
n
ñ
o
p
q
r
s
t
u
v
x
y
z
ç
é
á
è
ú
â
ê
ì
ô
ù
à
ï
ü
õ
w
í
ã
ó

Notas
1. ↑  OBS: En Brasil se prefiere la forma cotidiano, mientras que en Portugal quotidiano.
2. 1 2  Estándar del portugués europeo-africano.
3. 1 2  Estándar del portugués brasileño.
4. ↑  La /z/ se utiliza con frecuencia en el portugués africano y en Brasil (excepto en Río de Janeiro, Belém y algún otro lugar). Los dialectos estandarizados la emplean cuando va seguida de otra palabra. Cuando precede una vocal, será [ʒ] (/Z/ en SAMPA) o [ʃ] (/S/ en SAMPA) dependiendo de si la siguiente consonante es o no sonora. En Beira, región portuguesa, este sonido se pronuncia siempre como una [ʒ].

## Gramática

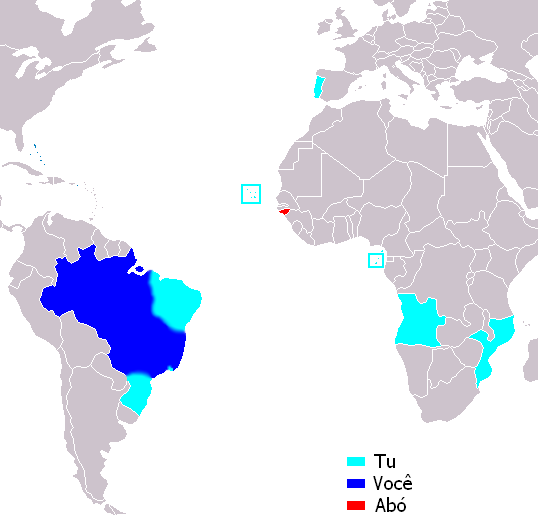
Uso de la segunda persona del singular en la lusofonía.

La gramática, la morfología y la sintaxis del portugués son similares a las de las demás lenguas romances, especialmente al español y sobre todo al gallego. El portugués es un idioma relativamente sintético y flexivo.
Sustantivos, adjetivos, pronombres y artículos son moderadamente flexionados: existen dos géneros (masculino y femenino) y dos números (singular y plural). El caso gramatical de su lengua madre, el latín, se perdió, pero los pronombres personales aún se dividen en tres formas principales: sujeto, objeto del verbo y objeto de la preposición. La mayoría de los sustantivos y adjetivos pueden llevar muchos sufijos diminutivos o aumentativos y la mayoría de los adjetivos pueden agregar un sufijo superlativo. Los adjetivos, normalmente, se posponen al sustantivo.
Los verbos, por su parte, son muy flexionados: existen tres tiempos (pasado, presente y futuro), tres modos (indicativo, subjuntivo e imperativo), tres aspectos (perfectivo, imperfectivo y progresivo), dos voces (activa y pasiva) y un infinitivo flexionado. Los tiempos pluscuamperfectos e imperfectos son sintéticos, lo que supone un total de 11 paradigmas de conjugación, mientras que los tiempos progresivos y las construcciones pasivas son perifrásticos. Como en otras lenguas románicas, existe también una construcción impersonal pasiva, donde el agente se sustituye por un pronombre indefinido. El portugués es básicamente una lengua SVO, aunque exista también una sintaxis SOV con algunos pocos pronombres y el orden de las palabras no suele ser demasiado rígido. El portugués tiene dos verbos copulativos.
La lengua portuguesa tiene varias características gramaticales que la distingue de la mayoría de lenguas romances como un pretérito pluscuamperfecto sintético, un infinito personal o un pretérito perfecto compuesto con idea de repetición. Un recurso exclusivo de este idioma es la mesoclisis.

## Léxico

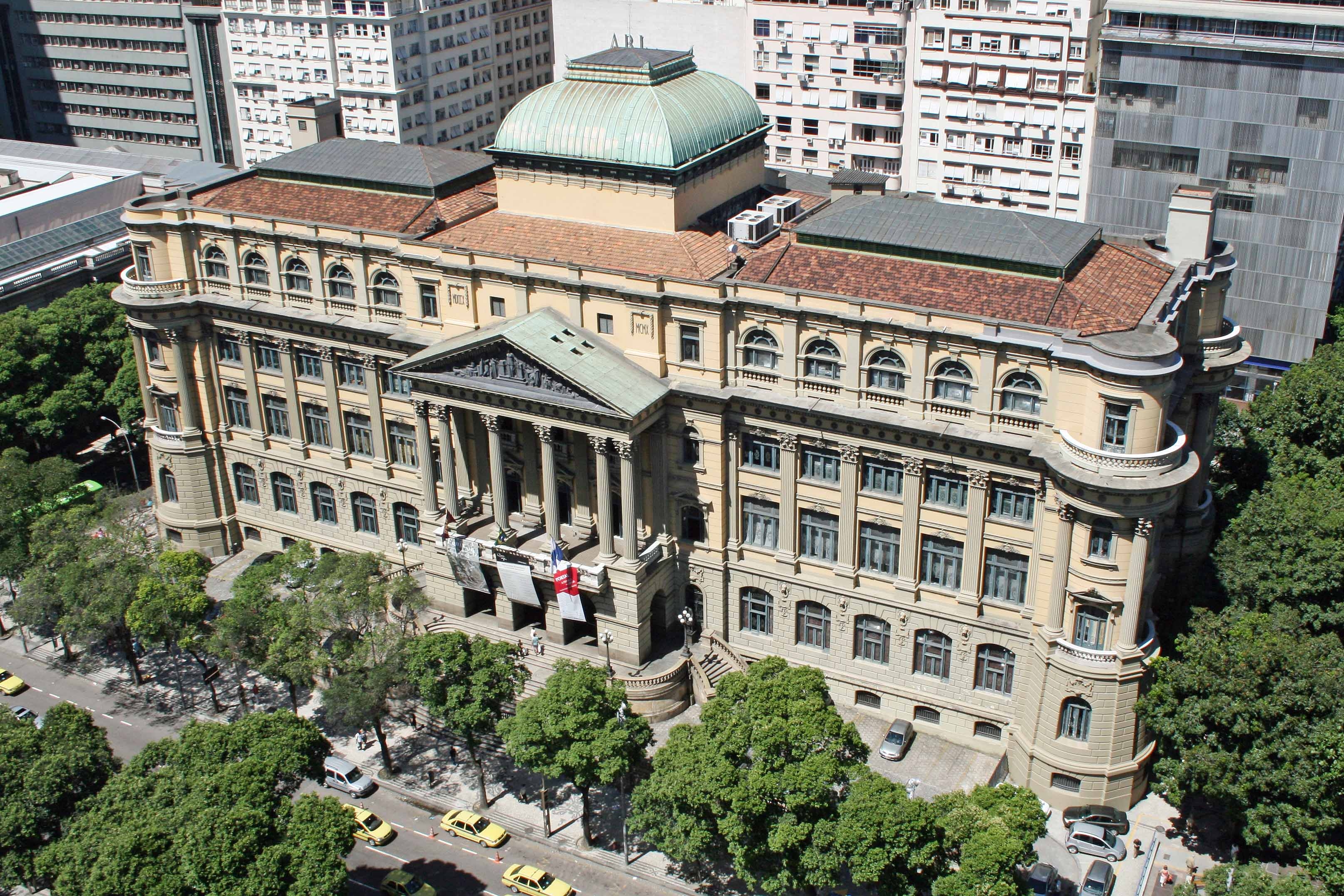
Biblioteca Nacional de Brasil, en Río de Janeiro, la séptima biblioteca más grande del mundo y la mayor de América Latina.

El Diccionario Houaiss de la lengua portuguesa, con cerca de 228 500 entradas, 376 500 acepciones, 415 500 sinónimos, 26 400 antónimos y 57 000 arcaísmos, es un ejemplo de la riqueza léxica de la lengua portuguesa. Según un estudio realizado por la Academia Brasileña de Letras, el portugués tiene cerca de 390 000 unidades lexicales. Estas aparecen en el Vocabulario ortográfico de la lengua portuguesa.
La mayor parte del léxico del portugués deriva del latín, dado que es una lengua románica. Sin embargo, debido a la ocupación árabe de la península ibérica durante la Edad Media y la participación de Portugal en la Era de los Descubrimientos, el portugués adoptó palabras de todo el mundo. En el siglo XIII, por ejemplo, el léxico del portugués tenía cerca del 80 % de palabras de origen latino y un 20 % de origen prerromano, germánico, árabe y griego. Actualmente tiene en su vocabulario términos provenientes de diferentes idiomas, como el provenzal, el neerlandés, el hebreo, el persa, el quechua, el chino, el turco, el japonés, el alemán y el ruso, así como lenguas más cercanas como el inglés, el francés, el español y el italiano. También tiene influencia de algunas lenguas africanas. Según el Ethnologue de todas las lenguas del mundo, existe una similitud léxica de 89% entre portugués y español. Como tal, la inteligibilidad es alta entre ambos idiomas.
En muy pocas palabras en portugués pueden verse su origen prerromano, que puede ser galaico, lusitanos, célticos o conios. En el siglo V, la Hispania romana fue conquistada por los germanos, suevos y visigodos. Estos pueblos contribuyeron con algunas palabras al léxico, principalmente las relacionadas con la guerra, emociones y el mundo natural. Entre los siglos IX y XIII, el portugués adquirió cerca de 700 palabras del árabe, debido a la influencia musulmana en la península. En el siglo XV, las exploraciones marítimas portugueses llevaron a la introducción de extranjerismos de muchas lenguas asiáticas. Ya en los siglos XVI al XIX, el portugués tuvo influencias de idiomas africanos y amerindios debido al papel de Portugal en el tráfico de esclavos y el establecimiento de grandes colonias portuguesas en Angola, Mozambique y Brasil.